# Little Tony
Little Tony, właściwie Antonio Ciacci (ur. 9 lutego 1941 w Tivoli, zm. 27 maja 2013 w Rzymie) – sanmaryński piosenkarz i aktor, popularny zwłaszcza w latach 60.
Nazywany „włoskim Elvisem”.
Zdobywca 2. miejsca na Festiwalu Piosenki Włoskiej w San Remo (w parze z Adrianem Celentanem) za wykonanie piosenki „24 mila baci”.
Znany z przeboju „Cuore matto” (1. miejsce na włoskiej liście przebojów i 3. miejsce na liście najlepiej sprzedawanych singli 1967 w lutym 1967).
W ciągu swojej kariery piosenkarskiej nagrał ponad 30 albumów, jako aktor wystąpił w ponad 20 filmach, dał ponad 10 tysięcy koncertów na całym świecie.
Obywatel San Marino, nigdy nie wystąpił o obywatelstwo włoskie.

## Życiorys i kariera artystyczna

### Lata 50.
Antonio Ciacci urodził się w Tivoli 9 lutego 1941 roku. Jego rodzice, obywatele San Marino, pochodzili z Chiesanuova. Ojciec był śpiewakiem i akordeonistą, wujek – gitarzystą, a dwaj bracia, Enrico i Alberto, odpowiednio gitarzystą i basistą. W 1954 roku, wraz z przybyciem ze Stanów Zjednoczonych pierwszych piosenek rock and rollowych, Antonio Ciacci odkrył swoje powołanie; mając 13 lat był już w stanie doskonale naśladować Little Richarda, Billa Haleya i Elvisa Presleya, wykorzystując teksty układane w łamanym angielskim. Pierwsze kroki jako śpiewak stawiał w restauracjach w Castelli Romani; później zaczął występować w salach tanecznych i teatrach wodewilowych.
W 1958 roku, podczas jednego z przedstawień w teatrze Smeraldo w Mediolanie, zauważył go angielski impresario Jack Good. Przekonał młodego artystę do występów z jego braćmi w Anglii; w ten sposób powstał zespół Little Tony and his brothers; pseudonim Little Tony Antonio Ciacci przybrał za przykładem Little Richarda. Ponieważ rodzinny zespół zaczął odnosić sukcesy, Little Tony postanowił przez kilka lat pozostać w Anglii.
W latach 1958–1960 nagrał szereg singli, w tym „Lucille”, „Johnny B. Good”, „Shake Rattle And Roll”. Niektóre z nich znalazły się na ścieżkach dźwiękowych: „Blue Monday”, „Il Gangster cerca moglie”, „Che tipo rock”, „I teddy boys della canzone”.

### Lata 60.
Po powrocie do Włoch Little Tony wziął w 1961 roku udział w Festiwalu w San Remo, wykonując w parze z Adrianem Celentanem, piosenkę „24 mila baci”, która zajęła 2. miejsce. W tym samym roku nagrał kilka piosenek filmowych.

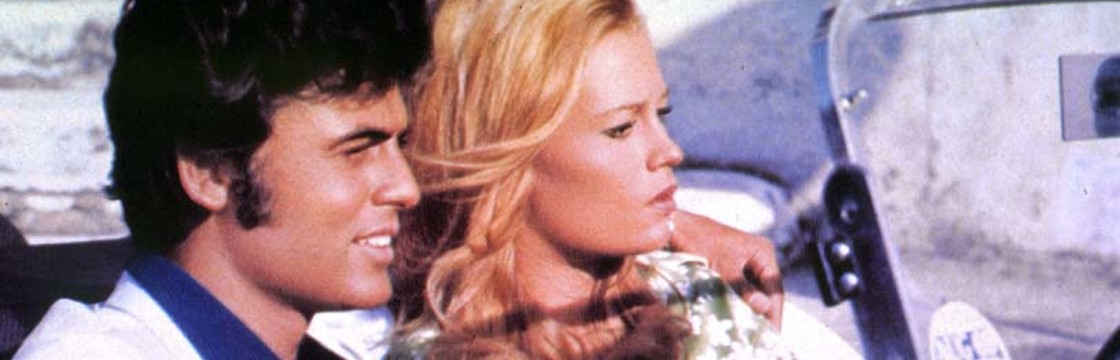
Little Tony i Eva Thulin w filmie Zum Zum Zum nº 2 (1969)

Pierwszy sukces odniósł w 1962 roku piosenką „Il ragazzo col ciuffo”, która uplasowała się na szczytach list przebojów. W tym samym roku wystąpił w konkursie Cantagiro z piosenką „So che mi ami ancora”. W następnym roku zajął w tym konkursie 2. miejsce z piosenką „Se insieme ad un altro ti vedrò”, napisaną przez swego brata Enrica. W 1966 roku zaprezentował w Cantagiro kolejną piosenkę, „Riderà”, która odniosła duży sukces. Wprawdzie nie wygrała konkursu, ale została sprzedana w liczbie ponad 1 miliona egzemplarzy. W 1967 roku na Festiwalu w San Remo artysta zaprezentował kolejny ze swych utworów, „Cuore matto”, który w lutym tego samego roku zajął on 1. miejsce na włoskiej liście przebojów i 3. miejsce na liście najlepiej sprzedawanych singli 1967, przynosząc artyście popularność w różnych krajach Europy i Ameryki Łacińskiej. W 1968 Little Tony wziął po raz czwarty udział w Festiwalu w San Remo, prezentując piosenkę „Un uomo piange solo per amore”. Jesienią tego samego roku wystąpił w konkursie Canzonissima, lansując dwie piosenki: „Lacrime” i „La donna di picche”. W 1969 roku ponownie pojawił się na Festiwalu w San Remo, tym razem z utworem „Bada bambina”. Założył własną wytwórnię fonograficzną, Little Records, dla której nagrał singiel „E diceva che amava me”/„Nostalgia”. W 1970 roku odniósł znaczący sukces (5. miejsce) na Festiwalu w San Remo z piosenką „La spada nel cuore”, wykonaną w parze z Patty Pravo.

### Lata 70.
W 1970 roku nagrał kilka singli: „Cuore ballerino”, „Cappelli biondi” i „Azzurra”. Rok później wystąpił na Festiwalu w San Remo z piosenką „La folle corsa”, wykonaną w parze z zespołem Formula 3. Nagrał kilka singli. W 1974 roku wystąpił po raz kolejny na Festiwalu w San Remo, tym razem z piosenką „Cavalli Bianchi”. W tym samym roku odbył udane tournée po Australii, uwieńczone koncertowym albumem Little Tony tour in Australia. W roku następnym wydał album Tony canta Elvis, którym złożył hołd swemu mistrzowi, Elvisowi Presleyowi. W 1978 roku wydał kolejny album poświęcony Elvisovi Presleyowi, Tribute to Elvis, a rok później wystąpił w programie telewizyjnym Trent'anni della nostra storia.

### Lata 80.
W 1981 roku wydał album Profumo di mare, a w roku następnym single „Donna da vendere” i „Roma brasileira”. Ukazały się jego kolejne albumy, między innymi The love boat (1982) i Ragazza italiana (1987). Również w latach 80. założył razem z Bobbym Solą i Rosanną Fratello grupę I Robot (której nazwa była akronimem utworzonym z początkowych liter ich imion).

### Lata 90.
Dekadę lat 90 rozpoczął wydaniem albumów Gli anni d'oro i Aspettami in America (oba z 1990 roku). Występował w licznych programach telewizyjnych, realizowanych przez RAI i Mediaset. W 1998 roku wystąpił w filmie L'odore della notte, wyreżyserowanym przez Claudia Calligarego, a 1999 wydał album Se io fossi nato in Texas.

### XXI wiek
W latach 2000–2001 prowadził wspólnie z Mauriziem Vandellim, Ritą Pavone i Adrianem Pappalardem program rozrywkowy I ragazzi irresistibili, emitowany przez Canale 5.
W sezonie 2002-2003 był stałym gościem Mary Venier w programie Domenica In. W 2003 roku wystąpił na Festiwalu w San Remo, wykonując w parze z Bobbym Solo piosenkę „Non si cresce mai”. W 2005 roku w duecie z Gabrym Ponte z grupy Eiffel 65 nagrał taneczny utwór "Figli di pitagora". W 2011 roku, z okazji 70. rocznicy swych urodzin, wydał album È impossibile; jedną z zawartych na nim piosenek, „Mai più soli” wykonał w duecie z córką Cristianą. W 2006 roku podczas koncertu w Ottawie doznał ataku serca. W 2008 roku po raz ostatni wystąpił na Festiwalu w San Remo, wykonując piosenkę „Non finisce qui”, która zajęła 9. miejsce. Hospitalizowany przez około trzy miesiące w klinice Villa Margherita w Rzymie, Little Tony zmarł na raka płuca 27 maja 2013 roku. Uroczystości pogrzebowe odbyły się 30 maja w kościele Divino Amore.
Little Tony był obywatelem Republiki San Marino. Mimo iż mieszkał głównie we Włoszech, nigdy nie wystąpił o obywatelstwo tego kraju.

## Życie prywatne
Miał córkę Cristianę i troje wnucząt: Mirka, Martinę i Melissę.